# Charles Cameron (arquitecto)

Charles Cameron (1745 - 19 de marzo de 1812) fue un arquitecto escocés que hizo una carrera ilustre en la corte de Catalina II de Rusia. Cameron, practicante de la arquitectura neoclásica temprana, fue el arquitecto principal de los palacios de Tsárskoye Seló y Pavlovsk y de la nueva ciudad adyacente de Sophia desde su llegada a Rusia en 1779 hasta la muerte de Catalina en 1796. Todas sus obras tangibles indiscutibles "pueden abarcarse en una visita de un día"; Cameron se concentró exclusivamente en los palacios rurales y en los jardines paisajísticos. Dos veces despedido por Pablo de Rusia durante la Batalla de los Palacios, Cameron disfrutó de un breve resurgimiento de su carrera con Alejandro I en 1803-1805. Aparte del período investigativo de Catalina (1779-1796), la historia de la vida de Cameron sigue estando poco documentada, debido en gran parte a los propios esfuerzos de Cameron para sacudirse la mala reputación que se había ganado en la década de 1770 en Londres.
El neoclasicismo británico de Cameron fue un episodio aislado en la arquitectura rusa, entonces dominada por artistas italianos (Antonio Rinaldi, Giacomo Quarenghi, Vincenzo Brenna). Según su primer biógrafo Georgy Lukomsky, «Cameron sigue siendo uno de los máximos exponentes del gusto británico y el arte británico en el exterior, y si ha sido olvidado por completo en su propio país, parece correcto rectificar esta omisión». Howard Colvin clasificó a Cameron como «uno de los principales arquitectos urbanos del siglo XVIII... un consumado diseñador y decorador en un estilo neoclásico que tiene afinidades con el de Robert Adam. Su estilo es lo suficientemente individual como para exonerarlo de la imputación de ser simplemente un imitador... Aunque todavía es un paladiano, Cameron fue un pionero del neogriego en Rusia».

## Carrera temprana
Charles Cameron era hijo de Walter Cameron, un carpintero londinense, constructor especulativo y miembro de la London Carpenter's Company. Reclamaba descender de los Camerons de Lochiel, un clan escocés profundamente involucrado en el levantamiento jacobita de 1745. Walter Cameron era ciertamente amigo del doctor Archibald Cameron, el último jacobita en ser ejecutado por su papel en el '45 y una relación de Lochiel. Walter visitó a Archibald poco antes de su ejecución y pudo haber ayudado a su esposa e hijos, uno de los cuales se llamaba Charles. Cameron usó el escudo de armas de Lochiel para sus exlibris, aunque los investigadores modernos desde David Talbot Rice cuestionan o niegan sus afirmaciones sobre el linaje de Lochiel. Los investigadores también discrepan sobre el año exacto del nacimiento de Cameron, que puede ser 1743, 1745 o 1746.
Cameron se formó en Londres con su padre y con el arquitecto Isaac Ware. Después de la muerte de Ware en 1766, Cameron decidió continuar el trabajo de su difunto maestro en una nueva edición de Fabbriche Antiche de lord Burlington, un proyecto que requería estudios personales y estudios de la arquitectura romana antigua. Pasó 1767 en Londres, preparando copias de obras de Andrea Palladio, y llegó a Roma en 1768. Allí, examinó los termas de Tito y la Domus Aurea de Nerón, excavando en restos subterráneos que fueron redescubiertos solo en el siglo XX. Según Dmitry Shvidkovsky, Cameron se encontró en Roma con otro Charles Cameron, un jacobita y un verdadero miembro del clan Lochiel (probablemente el hijo del doctor Archibald) y "tomó prestada" la historia de la vida de este último para embellecer la suya. Cameron regresó de Italia alrededor de 1769 y publicó los resultados de sus estudios en 1772 (reediciones en 1774 y 1775) bajo el título The Baths of the Romans explained and illustrated... [Las termas de los romanos explicado e ilustrado...] con apropiados comentarios científicos en inglés y francés.
La vida de Cameron entre 1769 y su partida a Rusia en 1779 sigue siendo poco conocida. Los archivos dan fe de su participación en un solo contrato de construcción en Londres, para un edificio de estilo Adam en Hanover Square (1770-1775). Walter Cameron, el contratista principal, fue arruinado por un litigio con el dueño de la propiedad y tuvo que vender la colección de arte de su hijo para recaudar fondos. Charles demandó a su padre, que fue encarcelado en la prisión Fleet por deudas. En 1791, cuando Cameron solicitó una membresía en el Architect's Club de Londres, se le prohibió la admisión debido a este y otros episodios que habían manchado su reputación en Inglaterra.

## Llegada a Rusia

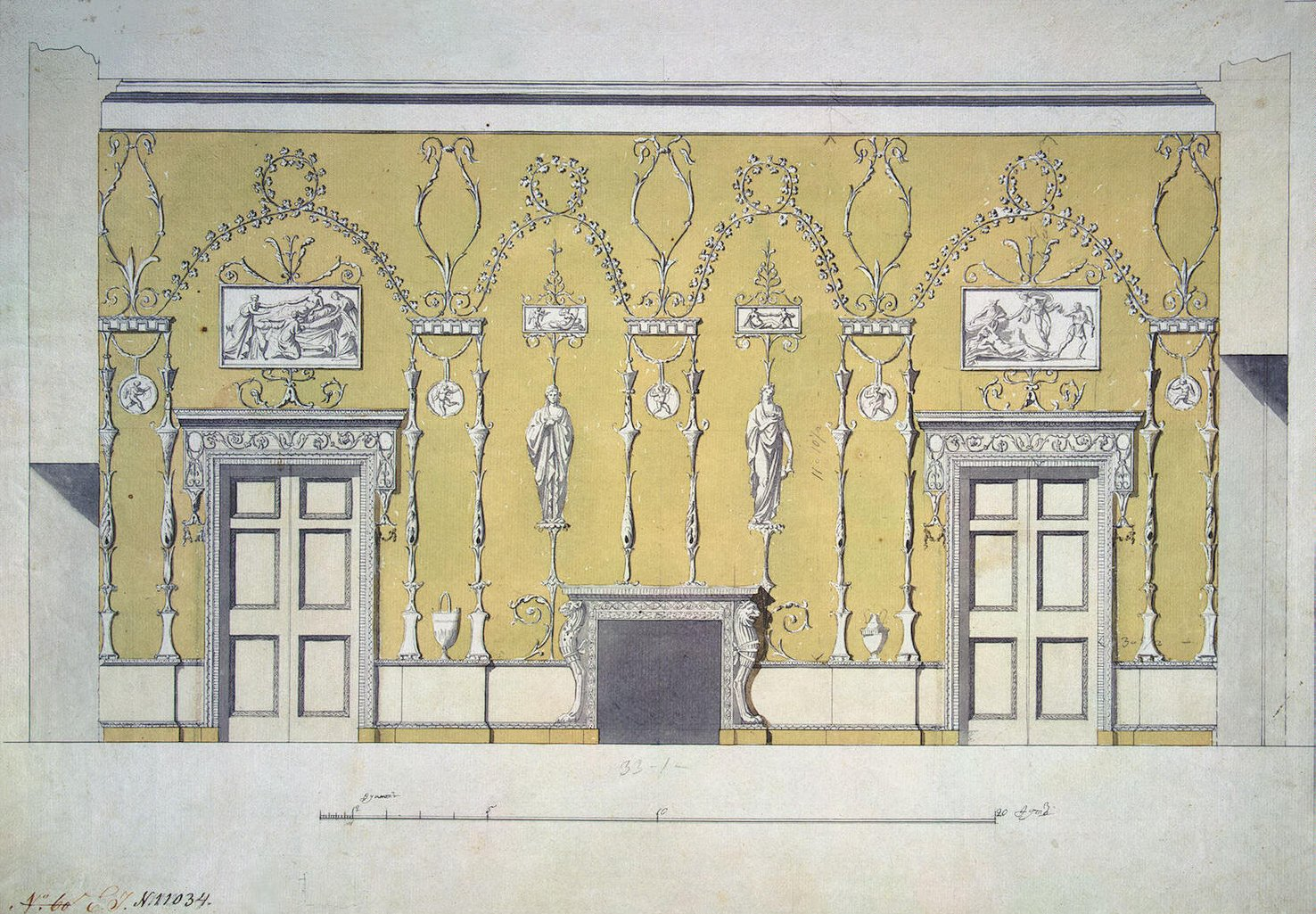
Croquis de Cameron para el comedor en el Palacio de Catalina

Los gustos de Catalina en arquitectura evolucionaron desde el rococó y la arquitectura neogótica y en la primera década de su reinado al emergente neoclasicismo en la década de 1780. Se inclinó por la variedad francesa del neoclasicismo (Clerisseau, Ledoux) mezclada con antiguos motivos romanos. Catalina, tal vez la primera de los monarcas europeos, se dio cuenta de que el estilo emergente tenía el potencial de convertirse en una forma definitiva de arte imperial. Ella no escatimó en gastos al contratar arquitectos y artesanos extranjeros entrenados en la manera neoclásica. Dio instrucciones al barón Melchior Grimm, su agente europeo en materia de arte y antigüedades, para contratar arquitectos italianos porque «los franceses que conocemos aquí saben demasiado y construyen casas terribles, porque saben demasiado». Estos italianos, Giacomo Quarenghi y el relativamente desconocido Giacomo Trombara, llegaron a Rusia después de Cameron.
Cameron llegó a Rusia en 1779, también invitado por los agentes de Catalina. Los detalles exactos de la contratación de Cameron siguen siendo vagos, pero el 23 de agosto de 1779, una entusiasta Catalina le escribió a Grimm que «en este momento estoy muy entusiasmada con el señor Cameron, un escocés por nacionalidad y un jacobita, gran dibujante, bien versado en monumentos antiguos y conocido por su libro sobre las Termas de Roma. En este momento estamos haciendo un jardín con él sobre una terraza...». Catalina también escribió que Cameron había crecid0 en la corte romana de El Pretendiente y que era sobrino de Jean Cameron de Glen Dessary, lo que refleja la nueva personalidad "idealizada" que Cameron asumió en Rusia. Cameron se estableció primero en la casa Chernyshev en San Petersburgo, pero pronto se mudó a su propia casa en Tsárskoye Seló; luego fue tomada para sí por el emperador Pablo.
Cameron, un londinense, no tenía experiencia práctica en paisajismo antes de 1779. Peter Hayden sugirió que Cameron aprendió el oficio de su suegro, John Bush (o Busch), que trabajó en Tsárskoye Seló desde 1771.

## Tsárskoye Seló

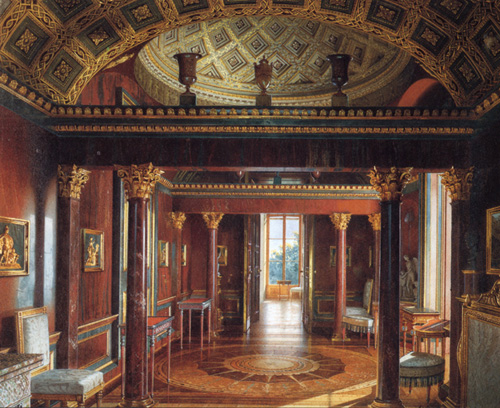
El pabellón de las Ágatas. «En Tsárskoye Seló Cameron produjo algunos de los interiores neoclásicos más exquisitamente elegantes en la Europa del siglo XVIII» - Howard Colvin

La carrera de Cameron en Rusia comenzó con la expansión de la Villa China  en el parque de Tsárskoye Seló, tomando prestadas ideas de diseño de William Chambers. El teatro de la villa China ya había sido creado, diseñado por Antonio Rinaldi e Ivan Neelov; Las adiciones indiscutibles de Cameron son las viviendas del Village y los puentes chinos sobre el canal. Durante el reinado de Pablo, los edificios de Cameron fueron despojados de los acabados exteriores y más tarde fueron reconstruidos por Vasily Stasov en 1817.
En 1780-1784 redecoró las antiguas salas rococó del principal palacio de Catalina construido por Bartolomeo Rastrelli en la década de 1750; lo que comenzó como una modesta remodelación pronto dio lugar a los interiores más lujosos de todo el palacio, que recuerdan a Palladio, Rafael, Robert Adam y Clerisseau, pero que se mezclaban con el inconfundible estilo propio de Cameron. Ya el 22 de junio de 1771, Catalina elogió al arquitecto: «Todavía no hay más que dos habitaciones que hacer y allí se apresura, porque aquí no se ve nada igual. Confieso que yo misma no me cansaré durante nueve semanas de ver esto».

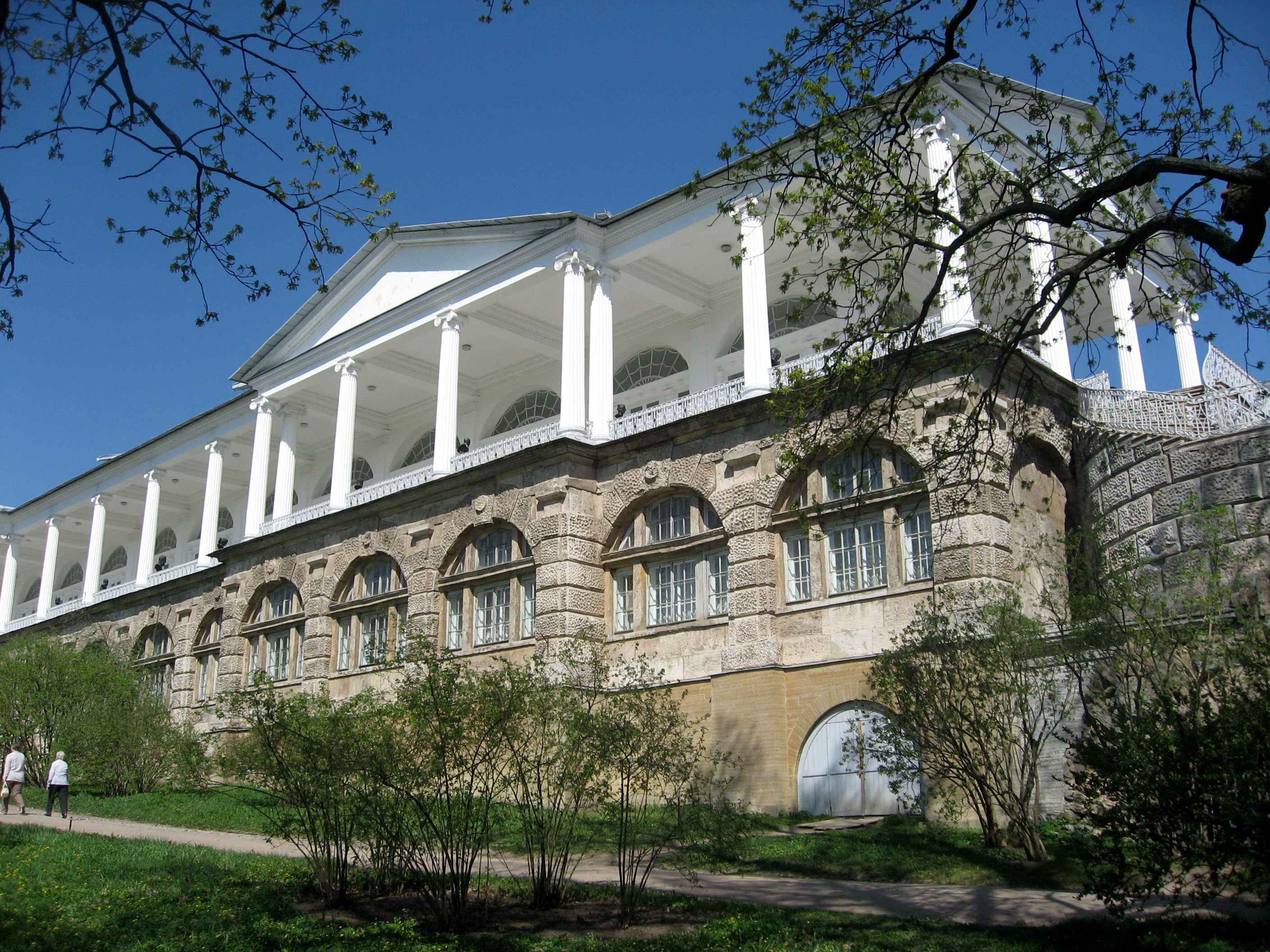
Galería de Cameron

Catalina tenía otra tarea específica para Cameron: ella concibió un nuevo edificio neoclásico relativamente modesto en Tsárskoye Seló, cerca del antiguo palacio rococó de Catalina. Clerisseau, la primera elección de Catalina, elaboró proyectos para una edificación romana gigantesca y costosa basada en las termas de Diocleciano, que fueron rechazadas de plano pero que más tarde influyeron en Quarenghi y Cameron. En 1782 Cameron comenzó su primer edificio independiente, los baños Fríos, una casa de baños de dos pisos en el clasicismo mixto italiano-griego con lujosos interiores (notablemente el pabellón de las Ágatas). En 1784-1787 se amplió con una galería de dos pisos (la galería de Cameron), mezclando piedra natural en la planta baja romana con una galería de piso superior ligera y blanca como la nieve marcada con un espaciado inusualmente amplio entre las columnas. La galería, adornada con estatuas de poetas y filósofos extranjeros, se convirtió en la promenade favorita de Catalina durante años. Estaba flanqueado por un jardín formal en un lado y un parque paisajístico inglés en el otro.
Al comienzo del proyecto de la Galería, Cameron actuó como reclutador de Catalina, contratando compañeros escoceses para trabajar en Tsárskoye Seló. 73 artesanos, incluidos William Heste y Adam Menelaws, acordaron trasladarse a Rusia (muchos llevaron a sus familias con ellos), lo que provocó una fútil protesta del Foreign Office. El número era demasiado alto para Cameron, y los escoceses finalmente se dispersaron y se ocuparon en otros proyectos; Menelaws se convirtió en asistente de Nikolay Lvov.

## Sophia

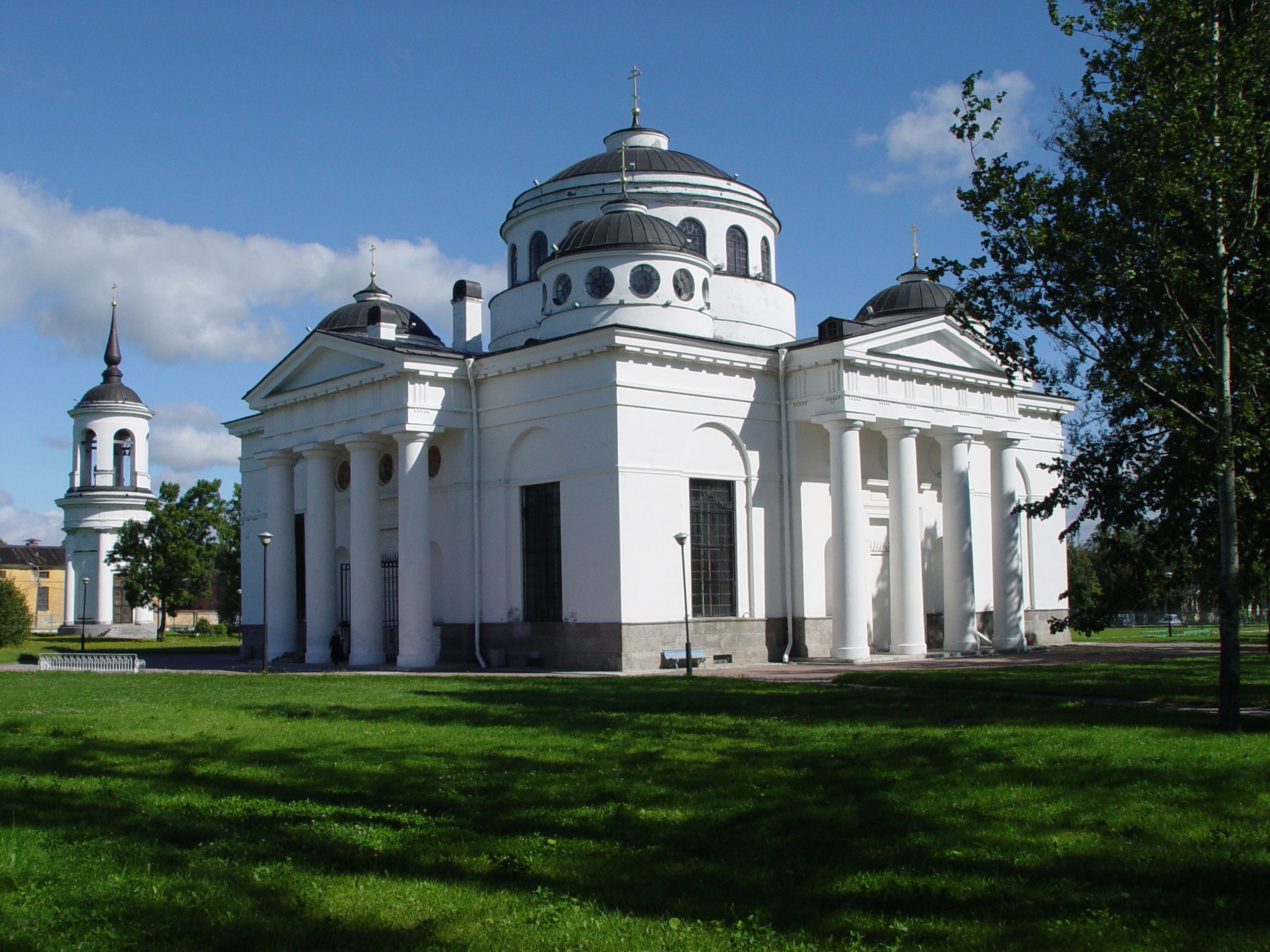
La catedral de la Ascensión de Sophia, cerca de Tsárskoye Seló, fue construida como una alegoría de Hagia Sofia. Se les atribuye conjuntamente a Cameron e Ivan Starov.

Sophia, una ciudad modelo ahora parte de la ciudad de Pushkin, se construyó cerca de Tsárskoye Seló según el plan de Cameron. Fue diseñada para ser visto desde los pasillos de la galería de Cameron y representa a Constantinopla, el codiciado objetivo del proyecto griego de Catalina; el nombre de la ciudad y su catedral aluden claramente a Hagia Sophia. Catalina decretó que las calles de Sofía debían mezclarse con las carreteras del parque Tsárskoye Seló. Cameron arregló las calles para dar la impresión de que todas irradiaban desde la Galería. Las calles estaban brillantemente iluminadas por la noche cuando Catalina estaba presente en Tsarskoye.
Más alegorías históricas se dispersaron en el parque: el lago con la columna rostral de Antonio Rinaldi representaba el mar Negro; Las ruinas dóricas simbolizaban el antiguo poder de la Antigua Grecia. Estas follies, diseminadas a lo largo del camino al palacio de Catalina, se duplicaron como escenario de una procesión triunfal para los dignatarios visitantes.
Peter Hayden trazó paralelismos entre el paisajismo de Cameron en Sophia y el del parque Stowe House, en particular la similitud entre el templo de la Memoria de Cameron y el templo de la Concordia y la Victoria construido en Stowe por un arquitecto desconocido en la década de 1740. Otra cita directa de Stowe es la tumba de la Pirámide sobre la tumba de los tres galgos italianos de Catalina; sobrevivió hasta la fecha, pero el templo de la Memoria fue arrasado por Pablo de Rusia en 1797.

## Pavlovsk

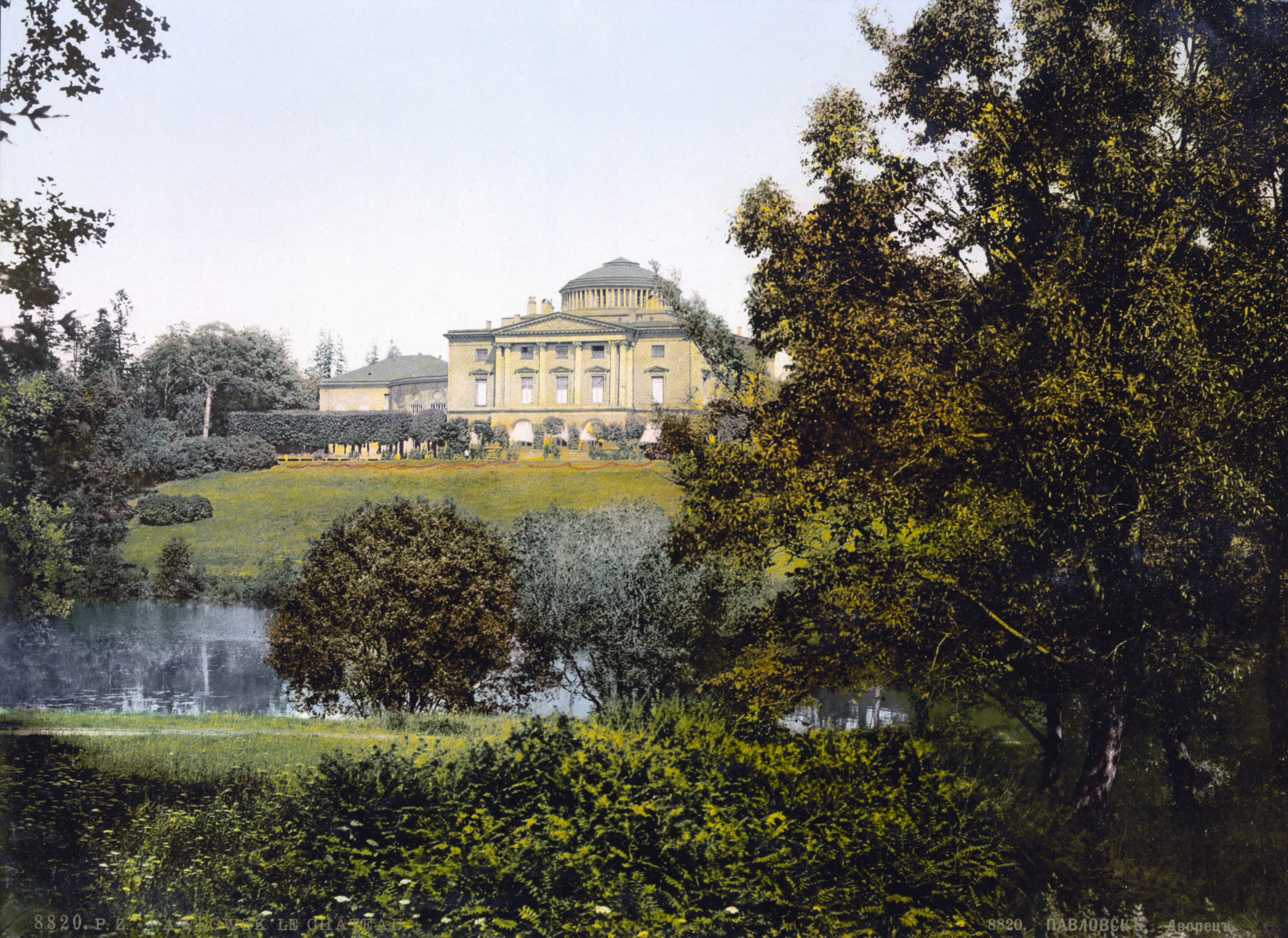
Palacio de Pavlovsk, finales del siglo XIX

Pavlovsk, el mayor parque paisajista en el siglo XVIII en Rusia (1,500 acres), se atribuye a una sucesión de arquitectos, comenzando con Cameron y terminando con Carlo Rossi. Cameron construyó el núcleo original del palacio que sobrevive hasta la fecha, el templo de la Amistad, los Jardines privados, el aviario, la columnata de Apolo y la avenida Lime y planeó el paisaje original, pero la verdadera autoría de Pavlovsk como un todo debe atribuirse a la emperatriz María Feodorovna.
El templo de la Amistad fue el primer edificio en Pavlovsk, seguido por el palacio principal. El Pavlovsk de Cameron estaba lejos de la visión de Pablo de lo que debería ser una residencia imperial: le faltaban fosos, fuertes y toda la parafernalia militar tan querida por Pablo; «Cameron creó un mundo marcadamente privado para el Gran Duque. El palacio podría haber pertenecido a cualquiera... no al zar de Rusia en espera».
Los conflictos entre Cameron y Pablo y María datan del regreso del Grand Tour de Europa de la pareja (1781-1782). María se quejó de las demoras de Cameron desde 1782. Constreñido financieramente, Pablo y María seguían de cerca el progreso de Cameron y regularmente limitaban sus costosos planes de largo alcance. Cameron también mostró signos de disgusto de su gestión desde 1782, pero los intermediarios cortesanos minimizaron el conflicto por un tiempo. En 1785 se hizo público: Cameron se peleó con Pablo por los costos de Pavlovsk y el propio Pablo detestaba a Cameron como agente de Catalina. Entre 1786 y 1789 los cargos de Cameron en Pavlovsk pasaron a un italiano, Vincenzo Brenna, contratado por Pablo en 1782. Descartado por Pablo, Cameron continuó trabajando en los proyectos de Catalina hasta su muerte en 1796.

## Retiro
Tras el ascenso al poder en 1796, Pablo despidió a Cameron de todos sus contratos y lo privó de su casa en Tsarskoye. Cameron experimentó dificultades financieras y tuvo que vender su colección de libros a Pavel Argunov. Sus actividades durante el reinado de Pablo son en gran parte desconocidas. Georgy Lukomsky escribió que en 1799 Cameron rediseñó el palacio Baturyn del conde Kirill Razumovsky; de acuerdo con investigadores contemporáneos, Baturyn fue un esfuerzo de colaboración liderado por Nikolay Lvov y la participación de Cameron no se puede estimar de manera confiable.
Lukomsky también escribió que en 1800-1801 Cameron dejó temporalmente Rusia para ir a Inglaterra; según Colvin, esta opinión no está confirmada: en 1800-1801 Cameron trabajó en Pavlovsk, entonces propiedad de María Feodorovna, donde construyó el pabellón jónico de Las Tres Gracias.
Alexander, que sucedió a Pablo en marzo de 1801, nombró a Cameron arquitecto jefe del Almirantazgo ruso. Durante este breve (1802-1805) Cameron diseñó el Hospital Naval en Oranienbaum y dos borradores no realizados para la catedral Naval de Kronstadt. También trabajó en Pavlovsk, restaurando el palacio después de un incendio. En 1805 Cameron finalmente se retiró; su mandato en el Almirantazgo pasó a Andreyan Zakharov. Lukomsky notó que Cameron, que una vez ejecutó los sueños altísimos de Catalina, apenas estaba interesado en construir barracones y reparar pasarelas.

## Vida privada
La personalidad de Cameron sigue siendo una "figura sombría": siendo "orgulloso, distante y difícil", tenía talento para alienar a la gente. No participó en la vida social de la diáspora inglesa en San Petersburgo; tenía pocos amigos rusos, no hablaba ruso y no gustaba por su actitud de "superioridad inglesa".
En 1784 Cameron se casó con Catalina Bush, hija del jardinero imperial John Bush. Tuvieron una hija, María, sin embargo, su nacimiento no se ha evidenciado en los registros de la iglesia. Mary Cameron, comprometida con James Grange, dejó Rusia en 1798. Grange regresó a Rusia en 1803 y, de acuerdo con Anthony Cross, podría haber ayudado a revivir la carrera de Cameron en 1803-1805. En 1839, Granges tenía siete hijos supervivientes.
Durante su retiro, Cameron y su esposa vivieron en el palacio favorito de Pablo, el castillo Mijáilovski. El redundante y aún incompleto castillo fue convertido en viviendas y albergaba hasta 900 residentes, incluidos los Cameron y el futuro mariscal de campo Diebitsh. Cameron murió en 1812, antes de la invasión napoleónica de Rusia; su viuda obtuvo una pensión del gobierno ruso, vendió la biblioteca de Cameron y volvió, bien a Inglaterra o bien murió en San Petersburgo.